# Californication
Californication je sedmi studijski album američkog rock sastava Red Hot Chili Peppers. Album je 8. lipnja 1999. godine objavila diskografska kuća Warner Bros. Records. Produciran od Ricka Rubina, Californication je obilježen povratkom Johna Frusciantea, koji je prethodno svirao na albumima Mother's Milk i Blood Sugar Sex Magik. Frusciante je došao na mjesto gitarista u grupi zamijenivši Davea Navarra i smatra se zaslužnim za promjenu sveukupnog stila grupe. S albumom Californication sastav je po prvi puta u svoje pjesme uveo teme poput požude, smrti i promišljanja o samoubojstvu. Album sadrži i mnoge reference na droge te na Hollywood.
Iz albuma su proizašle mnoge hit pjesme, uključujući "Around the World", "Otherside", "Californication" i "Scar Tissue", pjesmu koja je nagrađena Grammyjem. Californication je do danas prodan u preko 15 milijuna primjeraka, što ga čini najprodavanijim albumom Peppersa.

## Prethodni događaji
Gitarist John Frusciante napustio je grupu 1992. godine usred njihove turneje zbog rastućeg nezadovoljstva uzrokovanog slavom Red Hot Chili Peppersa nakon albuma Blood Sugar Sex Magik. Iako je ostatak grupe pokušao povratiti samopouzdanje uzrokovano njegovim odlaskom, prošlo je više od godinu dana prije nego što su uspjeli pronaći novog gitarista i započeti snimanje s njime. Dave Navarro, bivši član grupe Jane's Addiction, pozvan je u grupu nakon što je Arik Marshall, koji je završio započetu turneju Peppersa, otpušten. Navarro je utjecao na sljedeći album grupe, One Hot Minute, ugradivši različite elemente heavy metala i psihodeličnog rocka, što je bila novost i nešto po čemu Peppersi nisu do tada bili poznati. One Hot Minute polučio je komercijalni uspjeh, prodajući se u oko 5 milijuna primjeraka, što je ipak bitno slabije nego Blood Sugar Sex Magik. Dobra prodaja nije impresionirala kritičare, koji su album proglasili vrlo slabim. Vrlo brzo nakon što je One Hot Minute izdan, Navarro je otpušten zbog unutarnjih neslaganja u grupi.
U godinama koje su uslijedile, John Frusciante postao je ovisnik o heroinu koja ga je odvela u financijsku propast i od koje je zamalo umro. U siječnju 1998. podvrgnuo se odvikavanju u klinici. Tri mjeseca nakon završetka rehabilitacije, u travnju 1998.g. Flea je posjetio svog bivšeg kolegu iz grupe i otvoreno ga pozvao da se ponovo pridruži bendu, na što je emotivni Frusciante spremno pristao. Unutar tjedan dana i po prvi puta nakon šest godina, ponovo okupljena četvorka silovito je pokrenula nove Red Hot Chili Pepperse.

## Stvaranje albuma
Stvaranje samog albuma ponajviše se odvijalo u domovima članova benda u ljeto 1998.g. Anthony Kiedis i Frusciante često su provodili dane skupa, diskutirajući o stvaranju pjesama, gitarskim riffovima i stihovima. Većina instrumentalnog dijela albuma stvorena je spajanjem spontanih i improviziranih svirki na probama (jam session), iako ta slobodna forma nije prisutna na krajnjem proizvodu albuma, za koji je ipak preferirana čvršća struktura pjesama.
Dok je stvaranje većine albuma teklo brzo, slaganje same pjesme "Californication" bio je mukotrpan posao. Frusciante se osjećao primorenim da sklada prikladan gitaristički dio koji će popratiti vrlo snažne stihove, ali u tome nije uspjevao. Slaganje pjesme teklo je vrlo sporo i bila bi izbačena s albuma da nije bilo Kiedisovog zahtjeva da pjesma ostane dio albuma. Samo dva dana prije završetka snimanja albuma, Frusciante je uspio sa skladanjem i posljednjeg riffa u pjesmi i instruirao je ostatak grupe kako da ju odsvira. "Californication" je, u svojoj biti, detaljna razradba Kalifornije i njezinog "lažnog" načina života, što se prije svega odnosi na Hollywood.
Stihovi albuma Californication proizlaze iz Kiedisovih ideja, pogleda na život i same percepcije života i njegova smisla, primjerice, pjesma "Porcelain" nastala je nakon što je Kiedis upoznao mladu majku koja se pokušavala boriti s alkoholizmom dok je istovremeno živjela sa svojom malodobnom kćeri. Pjesma "Scar Tissue" odnosno njezin stih "With the birds I'll share this lonely view" (S pticama ću podijeliti ovaj samotan vidik) nastala je u trenutku kada je Kiedis ushićen istrčao vani i ugledao ptice kako graciozno lete iznad njegove glave.
Snimanje albuma označilo je promjenu u stilu Peppersa, poglavito ako se usporedi s prethodnim albumom "One Hot Minute", koji je kombinirao različite elemente psihodeličnog rocka i hard rocka. Iako je Californication još uvijek sadržavao Peppersima nekad svojstven "punk funk" zvuk (što se očituje u pjesmama "Purple Stain", "Get On Top", "I Like Dirt", "Around the World" i "Right on Time"), ipak se više oslanja na melodične zvukove (npr. u pjesmama "Scar Tissue" i "Otherside") i više se fokusira na čvršću strukturu melodije u pjesmama, nego na improvizaciju i tzv. jam.

## Uspjesi i kritike
Californication je na tržište izašao 8. lipnja 1999. i odmah zauzeo 5. mjesto, a kasnije i svoje najbolje, 3. mjesto na Billboard Top 200 ljestvici u Americi. U Europi je zauzeo 5. mjesto na UK top 40 ljestvici u Velikoj Britaniji, 2. mjesto na French Top 40 ljestvici u Francuskoj te 1. mjesto u Finskoj, Austriji, Švedskoj i Novom Zelandu.
S povratkom Johna Frusciantea u grupu, Peppersi su s albumom Californication polučili puno bolji financijski uspjeh i dobili puno bolje kritike nego za prethodni album, "One Hot Minute". Časopis Rolling Stone hvalio je Kiedisa za drastično poboljšanje njegova glasa, a pjesme poput "Otherside" i "Porcelain" uspoređivanje su s radovima grupe Smashing Pumpkins. Pohvale je dobio i Frusciante kao osoba koja je ponovno pokrenula grupu i prozvan je "esencijom" grupe od strane kritičara. Tim Anderson iz novina The Guardian nazvao je album preglasnim i distorziranim te je Californication čak bio i predmet online peticije koja je tražila da se digitalno remasterira. Magazin Stylus nazvao ga je "žrtvom rata glasnoćom" i komentirao da su se na njega žalili kako audiofili tako i manje zahtjevni slušatelji.
Unatoč svemu, Californication je zadržao svoju popularnost do današnjih dana. Pjesma "Scar Tissue" osvojila je nagradu za najbolju rock pjesmu u Njemačkoj 2000. Album je osovojio 399. mjesto na listi 500 najboljih albuma svih vremena koju je organizirao časopis "Rolling Stone". Čak 5 pjesama s Californicationa nalaze se na Greatest Hits albumu Peppersa. Prema albumu je kasnije nazvana i američka TV serija (na hrvatski prevedena kao Kalifornikacija).

## Turneja
Odmah po izdavanju albuma, sastav kreće na svjetsku turneju, koja je započela u SAD-u. Kao vrhunac turneje, trebali su održati završni nastup na Woodstocku '99, koji je završio u nasilju, te pljačkanjem i uništavanjem obližnjih objekata. Kiedis je izjavio: "Bilo je jasno da to više nema nikakve veze sa Woodstockom. To nije više bio simbol mira i ljubavi, već pohlepe i krađe..." Za početak europske turneje, održali su prvi koncert besplatno na moskovskom Crvenom trgu, gdje se okupilo oko 200.000 ljudi. Nakon povratka iz Europe, održavaju koncert u New York, te nastupaju na australskom festivalu Big Day Out i u Japanu. Jedan od njihovih zadnjin nastupa prije objavljivanja idućeg albuma By the Way bio je na festivalu Rock in Rio.

## Popis pjesama
Glazbu i tekst albuma u potpunosti su napisali članovi grupe, Anthony Kiedis, Flea, John Frusciante i Chad Smith.
| 1.    | »Around the World«  | 3:58 |
| 2.    | »Parallel Universe« | 4:30 |
| 3.    | »Scar Tissue«       | 3:37 |
| 4.    | »Otherside«         | 4:15 |
| 5.    | »Get on Top«        | 3:18 |
| 6.    | »Californication«   | 5:21 |
| 7.    | »Easily«            | 3:51 |
| 8.    | »Porcelain«         | 2:43 |
| 9.    | »Emit Remmus«       | 4:00 |
| 10.   | »I Like Dirt«       | 2:37 |
| 11.   | »This Velvet Glove« | 3:45 |
| 12.   | »Savior«            | 4:52 |
| 13.   | »Purple Stain«      | 4:13 |
| 14.   | »Right on Time«     | 1:52 |
| 15.   | »Road Trippin«      | 3:25 |
| 56:29 |                     |      |

## Zasluge
- Anthony Kiedis – vokali
- John Frusciante – gitara, prateći vokali
- Michael "Flea" Balzary – bas-gitara, prateći vokali
- Chad Smith – bubnjevi
- Rick Rubin – produkcija
- Vladimir Meller – mastering

## Top liste
Album
| Top lista             | Pozicija | Naklada       | Prodaja    |
| --------------------- | -------- | ------------- | ---------- |
| Billboard 200         | 3.       | 5x platinasta | 5.349.230+ |
| Nizozemska            | 2.       | 2x platinasta | 100.000+   |
| UK Top 40             | 5.       | 3× platinasta | 900.000+   |
| Njemačka              | 2.       | 3x zlatna     | 750.000+   |
| Australija            | 1.       | 8x platinasta | 560.000+   |
| Švedska Top 60        | 1.       | 2x platinasta | 80.000+    |
| Novi Zeland           | 1.       | 8x platinasta | 120.000+   |
| Francuska             | 2.       | 2x zlatna     | 200.000+   |
| Finska                | 1.       | platinasta    | 40.000+    |
| Noreška               | 1.       | zlatna        | 15.000+    |
| Austrija              | 2.       | zlatna        | 20.000+    |
| Švicarska             | 3.       | 2x platinasta | 100.000+   |
| Canadian Albums Chart | 2.       | 6x platinasta | 600.000+   |
| Belgija (Flandrija)   | 6.       |               |            |
| Belgija Valonija      | 13.      |               |            |
| Brazil                |          | 2x platinasta | 500.000    |
| Italija               |          |               | 700.000    |
| Poljska               | 26.      |               |            |

Singlovi
| Godine | Singl               | Pozicija | Pozicija | Pozicija | Pozicija | Pozicija | Pozicija | Pozicija | Pozicija | Pozicija | Pozicija |
| Godine | Singl               | US       | US Mod   | US Main  | UK       | CAN      | CAN Alt  | SWE      | NZ       | FR       | SWI      |
| ------ | ------------------- | -------- | -------- | -------- | -------- | -------- | -------- | -------- | -------- | -------- | -------- |
| 1999.  | "Scar Tissue"       | 9        | 1        | 1        | 15       | 4        | 1        |          | 3        | 66       |          |
| 1999.  | "Around the World"  |          | 7        | 16       | 35       |          | 18       |          | 35       |          |          |
| 2000.  | "Otherside"         | 14       | 1        | 2        | 33       | 32       | 1        | 19       | 5        |          | 65       |
| 2000.  | "Californication"   | 69       | 1        | 1        | 16       | 59       | 1        | 37       | 8        |          |          |
| 2000.  | "Parallel Universe" |          | 37       | 29       |          |          |          |          |          |          |          |
| 2000.  | "Road Trippin'"     |          |          |          | 30       |          |          |          | 44       |          | 91       |

## Vanjske poveznice
- Californication na Musicbrainz.org